# Lasioglossum californiae
Lasioglossum californiae är en biart som först beskrevs av Ellis 1924.  Lasioglossum californiae ingår i släktet smalbin, och familjen vägbin. Inga underarter finns listade i Catalogue of Life.